# Collection Toujours un chemin
 (septembre 2024).
Si vous disposez d'ouvrages ou d'articles de référence ou si vous connaissez des sites web de qualité traitant du thème abordé ici, merci de compléter l'article en donnant les références utiles à sa vérifiabilité et en les liant à la section « Notes et références ».
Toujours un chemin est une collection de guides européens pour personnes à mobilité réduite et seniors, créée en octobre 2009.
C'est l'entreprise d'Elian Revel

## Liste des titres
- Amsterdam
- Barcelone
- Le Canal du Midi en pays Cathare
- Dublin
- Florence
- Londres
- Lourdes
- Madrid
- Marrakech
- Marseille
- La Principauté de Monaco
- Montpellier
- Nice
- Paris
- Rome
- Séville
- Venise

Les informations proposées sont : 10 à 15 attractions touristiques, avec les facilités et difficultés rencontrées, les transports pour s’y rendre, les toilettes proches et les renseignements pratiques habituels. De même, les hôtels et des restaurants accessibles, des cartes du bus, du métro et des indications pour se rendre dans ces villes : avions, train et/ou bateau. Ces guides sont destinés aux personnes à mobilité réduite, ou sujettes à une maladie invalidante, ou aux personnes âgées.

## Historique
Ces guides sont à l'initiative d'Elian Revel, fils de Pierre Revel et Maryline Grillères.
En aout 2006, Maryline Grillères est victime d'un accident de moto, à quelques kilomètres de Castres. Elle devient paraplégique.
Son fils, Elian Revel, lui propose de continuer à voyager, comme avant. Après quelques voyages périlleux, Maryline refuse de continuer à voyager dans ces conditions : mauvaises informations, hôtels non-accessibles, informations non-traduites en français...
C'est ainsi, que l'idée de guides touristiques européens est créée.